# Pyramide de Sahourê
La pyramide de Sahourê qui est de type à faces lisses est la première pyramide qui a été construite sur le site d'Abousir au nord de Saqqarah. Son nom antique était « l'âme de Sahourê apparaît dans la clarté ».
Sahourê (Ve dynastie) choisit ainsi de bâtir son complexe funéraire là où son prédécesseur Ouserkaf fit édifier un temple solaire, déplaçant ainsi le centre de gravité du royaume dans cette partie septentrionale de la capitale de Memphis, la transformant en nécropole dynastique.
Malgré son état ruiné, le complexe de Sahourê est parfaitement lisible sur le terrain et présente ainsi un ensemble complet des différentes structures qui constituaient les fondations funéraires royales de l'Ancien Empire.

## Le complexe funéraire

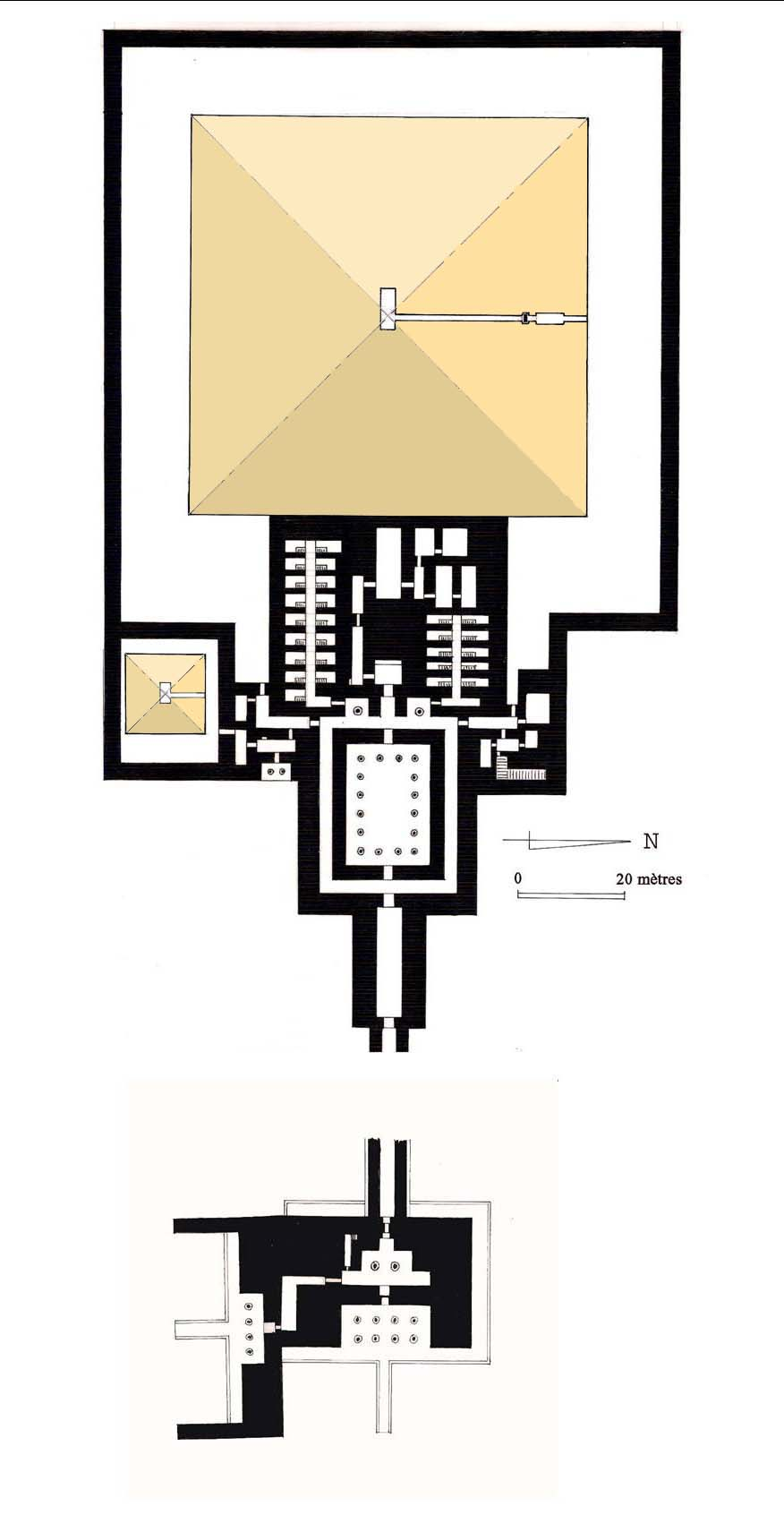
Plan du complexe funéraire de Sahourê

Le complexe funéraire est en effet composé d'un temple bas, ou temple de la vallée, à la lisière des terres cultivées et du désert d'Abousir, d'une chaussée montant vers le temple funéraire du roi qui jouxte la pyramide sur sa face est.
La disposition de ces différents éléments constitutifs du monument funéraire royal se fixe désormais et devient presque classique à dater de ce règne. En effet, tous les successeurs de Sahourê de la Ve dynastie, mais également de la dynastie suivante, reprendront le modèle développé ici à Abousir.
Le temple de la vallée est aujourd'hui réduit à l'état de ses fondations et de son sol en basalte enfoui sous près de cinq mètres d'alluvions du Nil accumulées au fil des millénaires. Son plan a néanmoins pu être restitué et se composait de deux accès perpendiculaires. L'un, principal, à l'est s'ouvrait par un portique de huit colonnes palmiformes en granit rouge. L'autre, secondaire, situé au sud comprenait quatre colonnes monolithes également en granit. L'ensemble était bâti sur un haut podium auquel on accédait par des rampes placées dans l'axe des colonnades.
Une pièce munie de deux colonnes à laquelle on accédait directement par l'est depuis le portique d'accueil et par le sud par un couloir en chicane depuis le portique secondaire, menait à la chaussée ascendante qui reliait les deux parties du temple funéraire. L'ensemble était construit en pierres de calcaire taillées et décoré de reliefs peints. Le plafond constitué de grands blocs de calcaire était également peint en bleu parsemé d'étoiles jaunes.
La chaussée d'environ 235 mètres de longueur était construite sur une rampe qui seule subsiste aujourd'hui. Cette rampe est constituée par des blocs de calcaire colossaux qui, bien que l'érosion ait fait son œuvre, sont toujours en place et rendent parfaitement visible l'axe de cette partie du temple qui autrefois formait un long couloir plongé dans l'obscurité. Plusieurs éléments de décoration ont pu être retrouvés et nous indiquent que ses murs étaient décorés de reliefs figurant des moments clefs du règne de Sahourê comme ses expéditions au Moyen-Orient ou au Pays de Pount, ainsi qu'une scène inhabituelle représentant probablement des populations bédouines émaciées, victimes d'une famine et étant venue chercher secours auprès de Pharaon. D'autres encore figurent les étapes essentielles de la construction de sa pyramide, comme l'acheminement du pyramidion au chantier sous les acclamations des ouvriers. Ces reliefs ont été prélevés du site au XIXe siècle et sont aujourd'hui exposés au Musée égyptien de Berlin et au Musée du Caire.
Le complexe comprenait en outre une pyramide-satellite situé au sud-est de la pyramide royale. Elle était encadrée de sa propre enceinte et communiquait par le péribole au temple funéraire ou temple haut.
Enfin, au fond de ce complexe, à l'ouest juste devant la pyramide, se trouvait une petite cour dans laquelle se dressait la stèle fausse porte du roi destinée à faciliter le passage de son ka du royaume d'Osiris au monde des vivants.

## Le temple funéraire

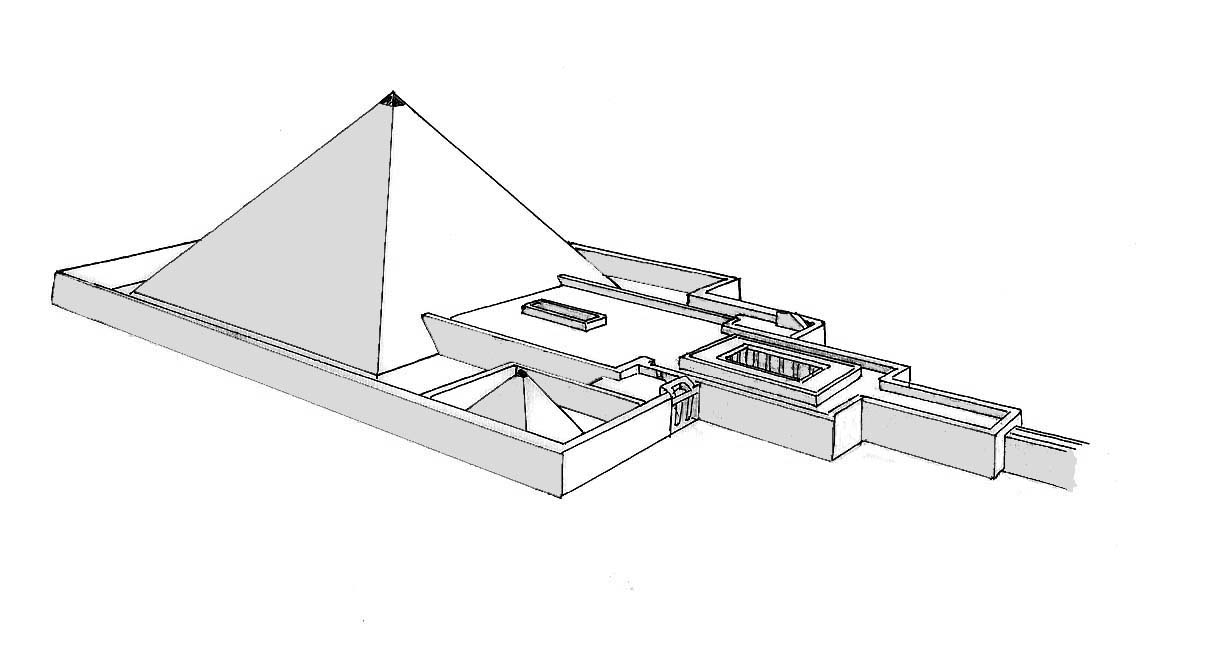
restitution du complexe funéraire de Sahourê

Le temple funéraire bien que ruiné présente de nombreux vestiges et sans doute les plus significatifs concernant les temples funéraires ou temples hauts de l'Ancien Empire. Il était accessible à la fois par la chaussée montant depuis le temple de la vallée ou temple bas, ainsi que par une entrée annexe placée sur le côté méridional du temple. Elle comportait un portique à deux colonnes de granite, toujours en place, mais dont les chapiteaux ont disparu. Cette pièce a été ultérieurement transformée en chapelle de culte de Sekhmet.
Le temple était constitué d'une partie d'accueil, avec une première antichambre dont le nom nous a été conservé : la chambre des grands. Elle suivait la chaussée et donnait dans une grande cour à ciel ouvert entourée sur ses quatre côtés de portiques soutenus par seize colonnes palmiformes monolithes en granite rouge d'Assouan. Les égyptologues pensent que les nobles qui accompagnaient la dépouille du roi lors de ses funérailles s'arrêtaient dans cette partie du temple et le confiaient alors aux prêtres du temple après les rites de purification d'usage. Un autel servant probablement à ces libations et au dépôt des offrandes quotidiennes a été retrouvé au nord de cette cour qui distribuait les différentes parties intimes du temple, c’est-à-dire réservées aux prêtres du culte royal.
On peut encore visiter cette partie constituée d'une série de magasins et de pièces destinées au culte royal ainsi que les cinq chapelles qui enfermaient les statues divines et royales, éléments dont on trouve un précédent dans le temple d'Ouserkaf à Saqqarah.
Comme pour le temple de la vallée ou la chaussée montante, le temple haut a livré de très nombreux reliefs qui ornaient autrefois ses murs et sont également exposés désormais dans les musées égyptologiques. Les scènes religieuses où Sahourê présente des offrandes aux différentes divinités majeures du pays alternent avec des scènes guerrières figurant le souverain sous la forme d'un sphinx debout terrassant les ennemis de l'Égypte, notamment des libyens.

## La pyramide

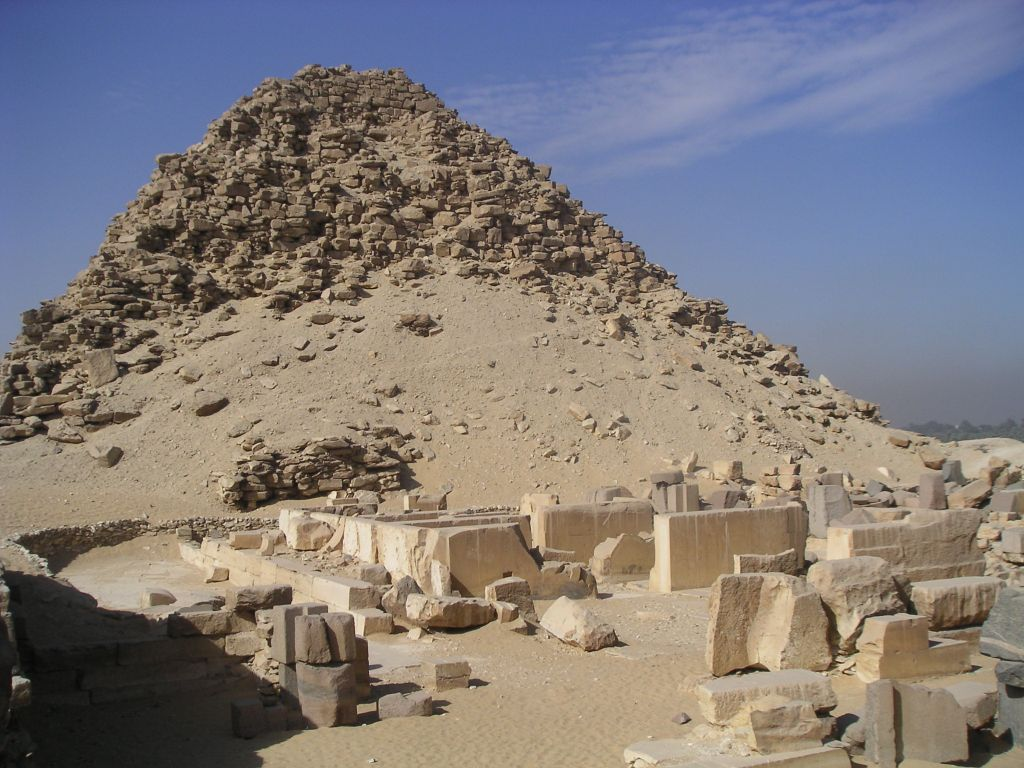
Pyramide de Sahourê

La pyramide culminait à l'origine à près de quarante-sept mètres de hauteur, avec un angle d'un peu plus de 50° et une base de près de soixante-dix-neuf mètres. Base irrégulière car une erreur a été commise dans le calcul d'une des faces ce qui fait que l'on a affaire à une base légèrement rectangulaire plutôt que carrée. La pyramide était revêtue d'un parement en calcaire fin de Tourah et se dressait sur le promontoire rocheux choisi par Sahourê pour bâtir son complexe.
De ce fait elle dominait la vallée et le lac d'Abousir qui s'étendait en contrebas, là où la chaussée aboutissait au temple d'accueil.
L'architecture de la pyramide est formée par un noyau central à six degrés en pierre calcaire qui servent d'appuis à une maçonnerie en pierres taillées soutenant le revêtement ce qui donnait au monument sa forme de pyramide à faces lisses.
Ce qui subsiste actuellement est surtout constitué des moellons plus ou moins taillés qui formaient le blocage accumulé entre les assises régulières des murs inclinés qui formaient chaque gradin. L’ensemble intact présentait une grande cohésion et le prélèvement du parement et des premières assises régulières de pierre a déstabilisé l'ensemble et produit cette impression d'une colline de pierres entassées. Ces matériaux de choix étaient très prisés par les carriers coptes puis musulmans qui utilisèrent presque systématiquement toutes les pyramides comme carrière bien pratique pour de nouvelles constructions ailleurs... En revanche le blocage constitué de pierres de diverses sortes et d'une qualité moindre a été laissé ce qui explique que le monument n'ait pas été arasé complètement.
Cette déstabilisation a eu de profondes répercussions sur le monument et l'a ramassé au point que l'équilibre des forces n'est plus assuré. Les plafonds des couloirs et chambres souterraines se sont ainsi effondrés. L'ensemble est devenu inaccessible par la suite de séismes qui ont achevé de déstabiliser ce qui avait été épargné.
Le plan a pu cependant être relevé lorsque l'accès était encore possible au siècle dernier et le dispositif était beaucoup plus simple que celui d'Ouserkaf avec un couloir descendant menant à une chambre des herses et qui débouche directement dans le caveau royal. Celui-ci contenait encore le sarcophage en basalte du roi. Situé à l'aplomb de l'axe de la pyramide la chambre funéraire était recouverte par une voûte constituée de trois couches de blocs monolithes de calcaire taillés et disposés en chevrons. De cette manière les architectes de pharaon souhaitaient préserver le cénotaphe royal du poids extraordinaire qu'il devait supporter.

## Photos

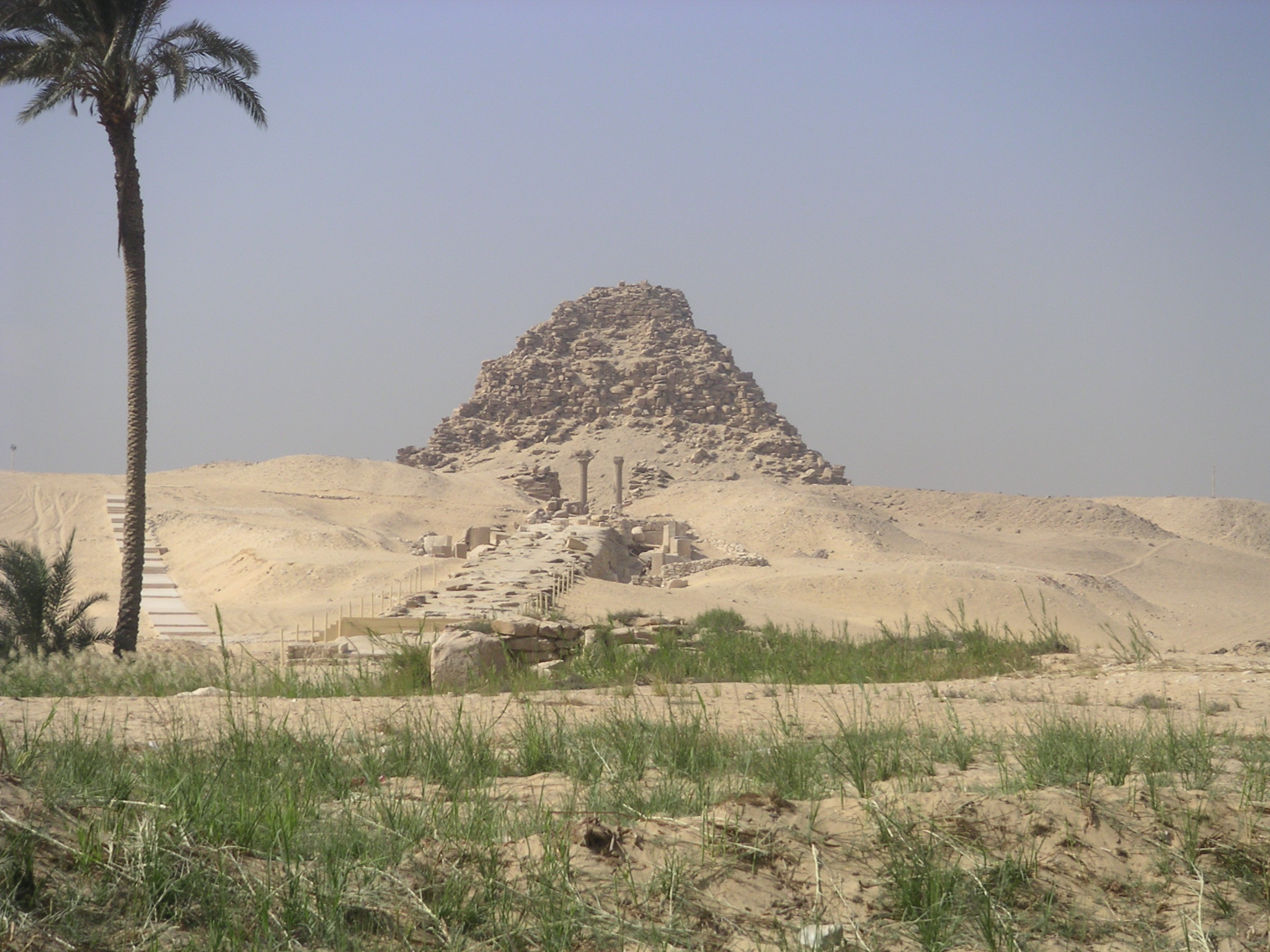
Vue de la chaussée, du temple funéraire et de la pyramide de Sahourê à Abousir
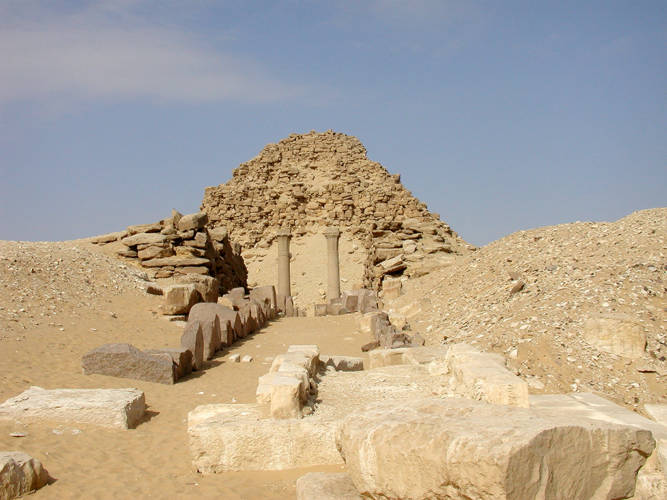
Vue de l'accès au temple funéraire de la pyramide en sortant de la chaussée
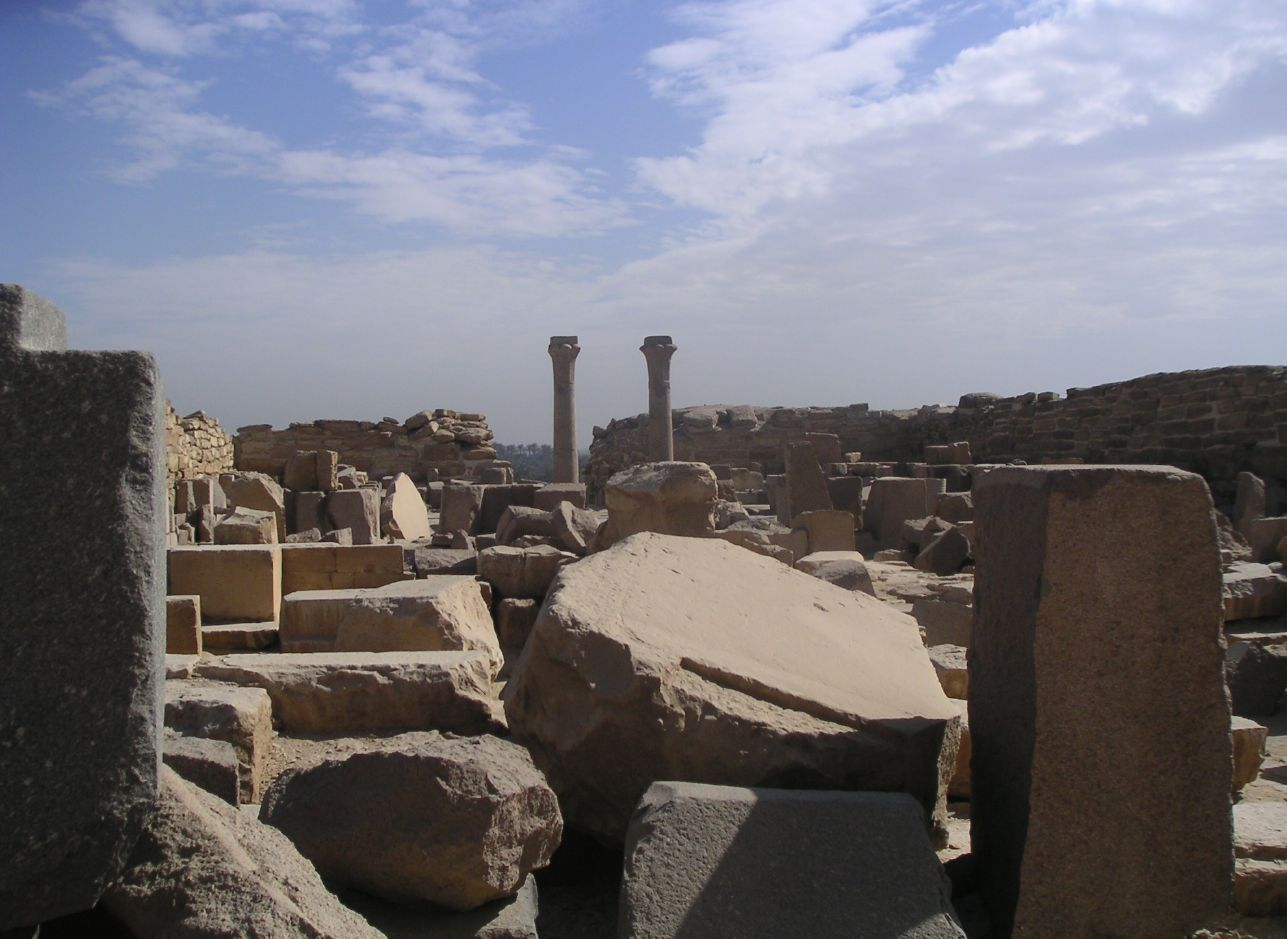
Ruines du temple funéraire de Sahourê
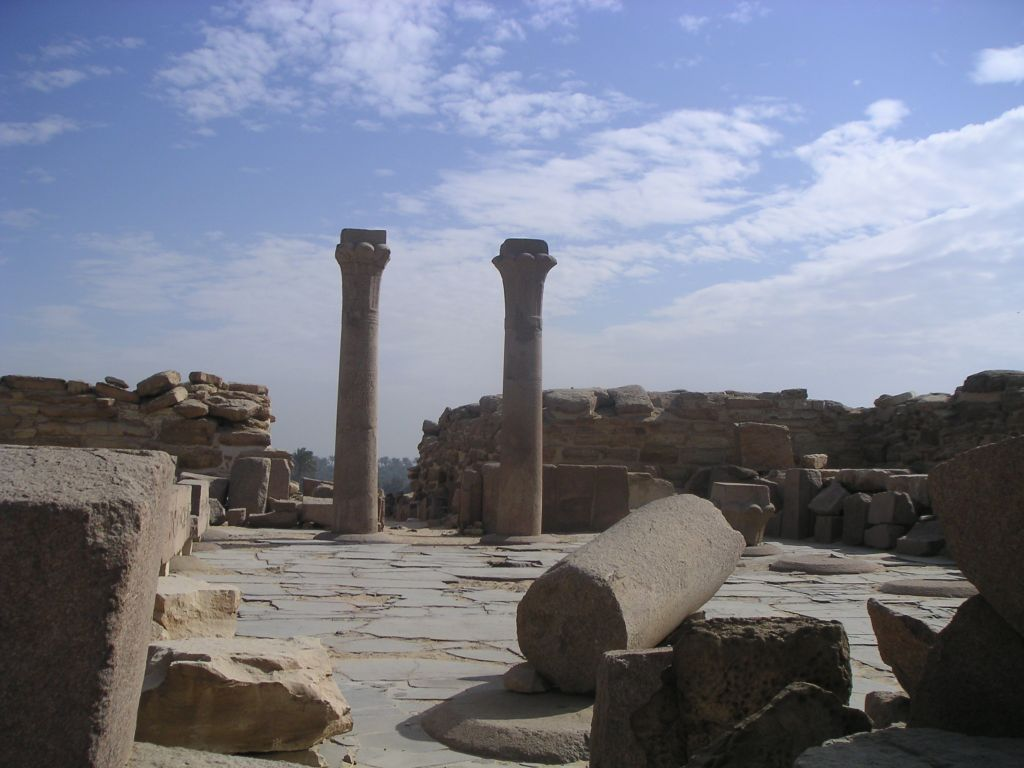
Cour du temple funéraire de Sahourê avec deux colonnes palmiformes redressées
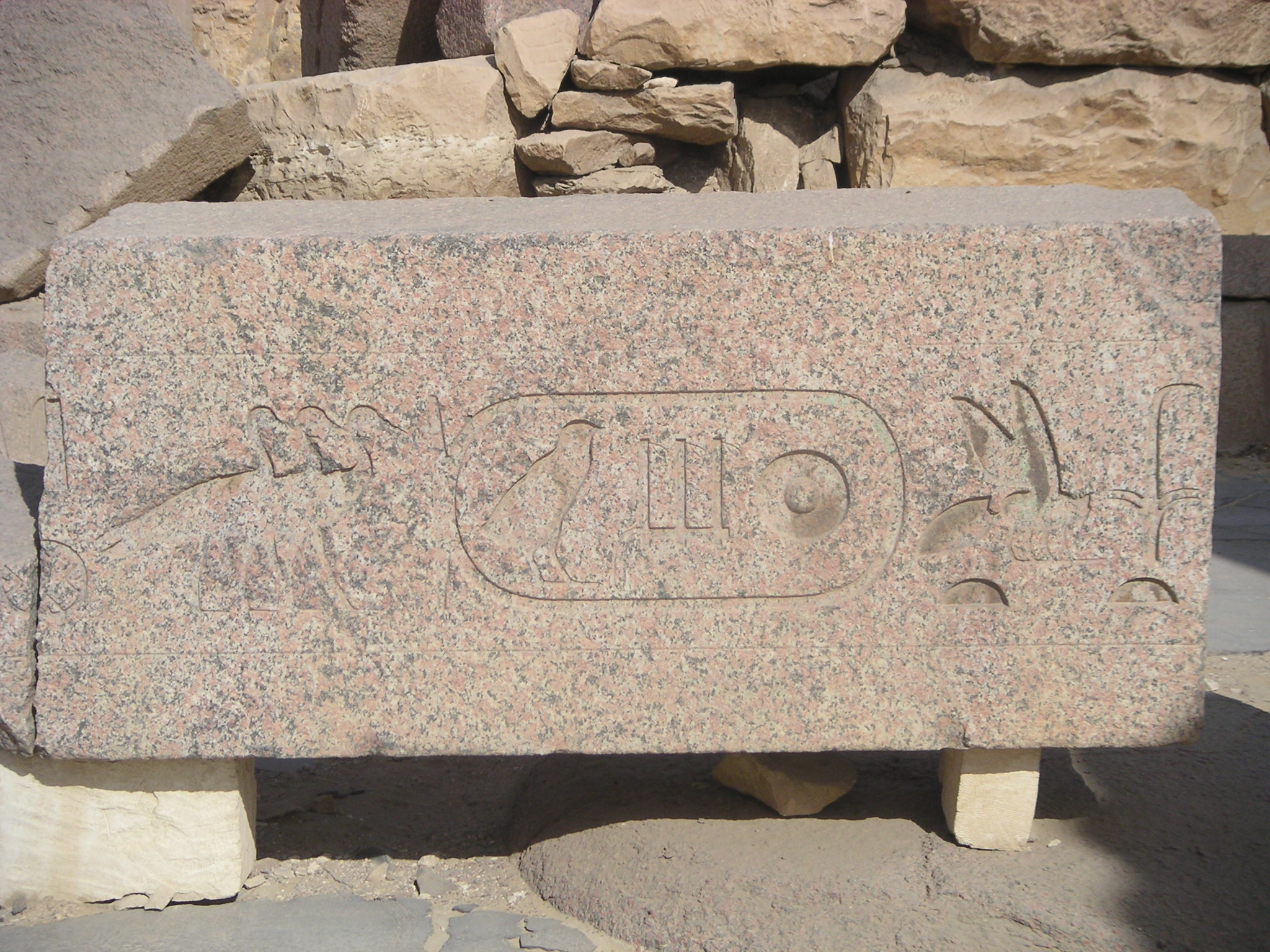
Cartouche de Sahourê inscrit sur une architrave de son temple funéraire
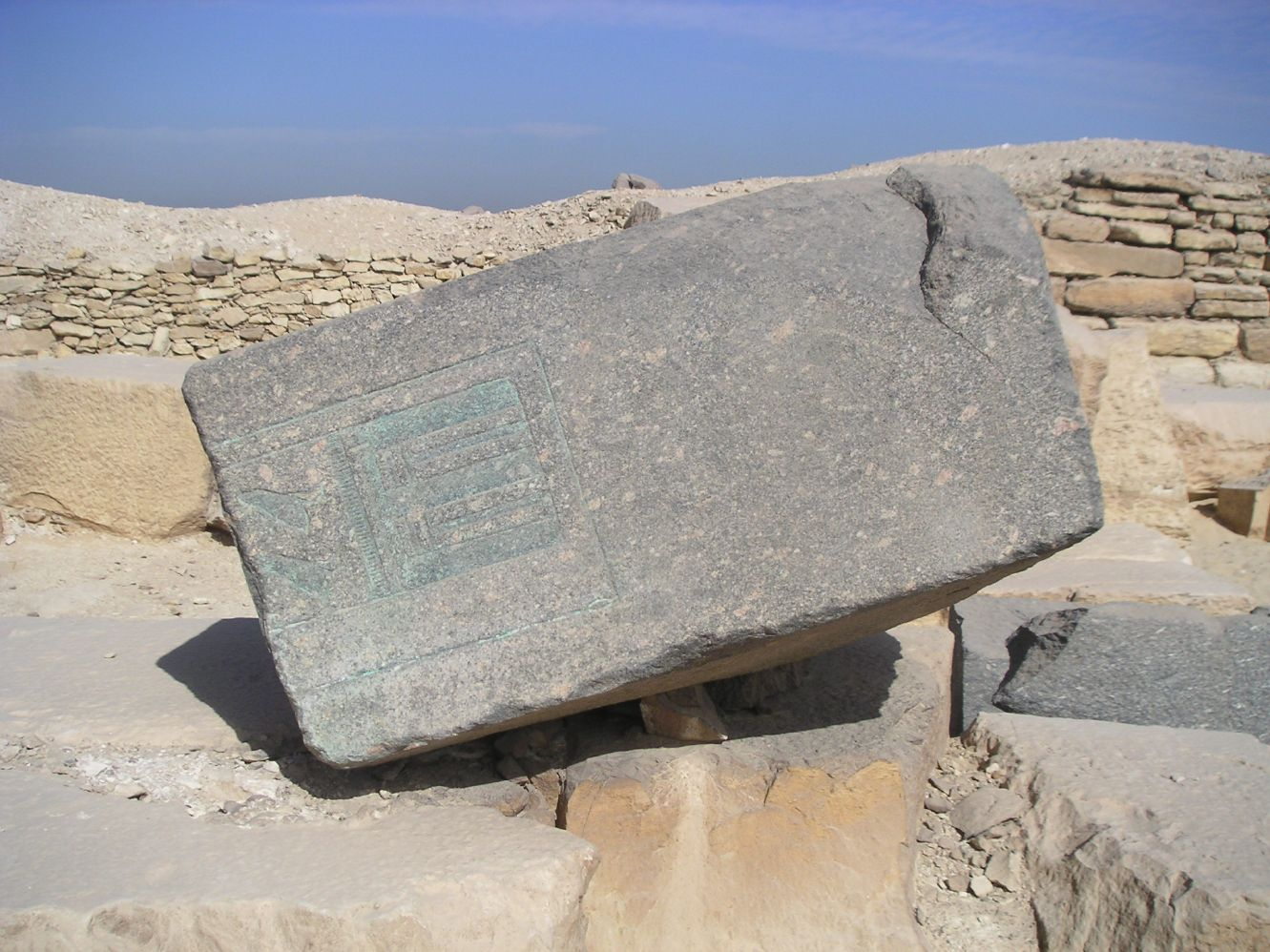
Montant en granite d'une porte du temple de Sahourê
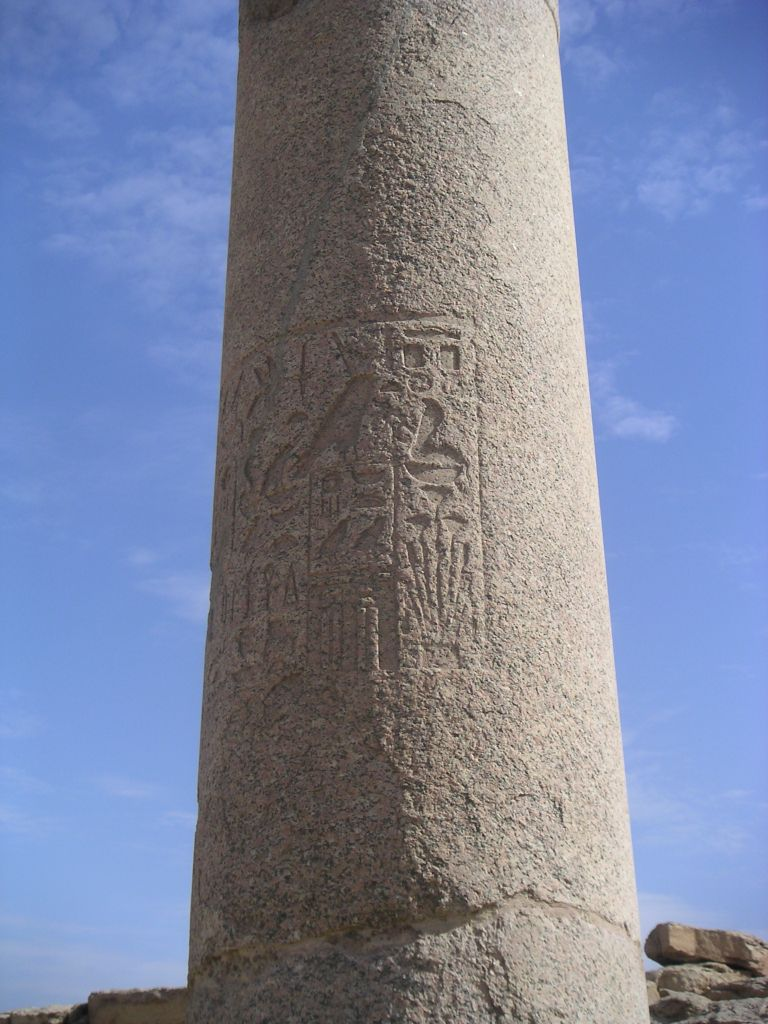
Détail d'une colonne du temple de Sahourê portant la titulature du roi
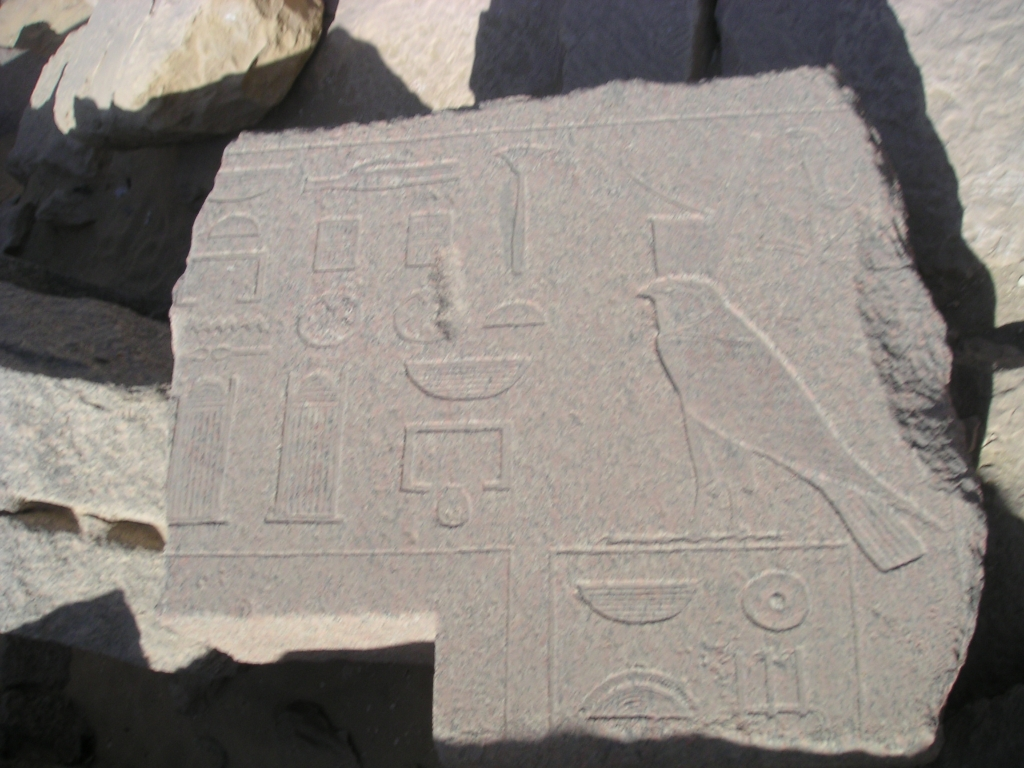
Partie d'une porte monolithique en granite du temple de Sahourê
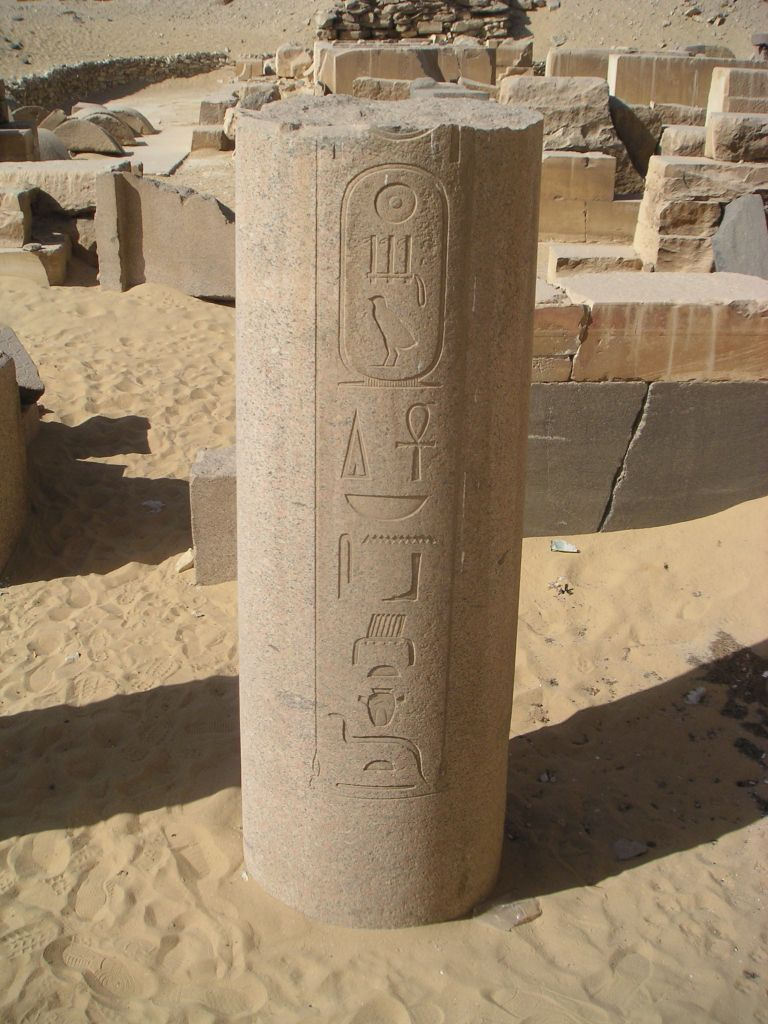
Colonne de l'entrée annexe du temple funéraire de Sahourê
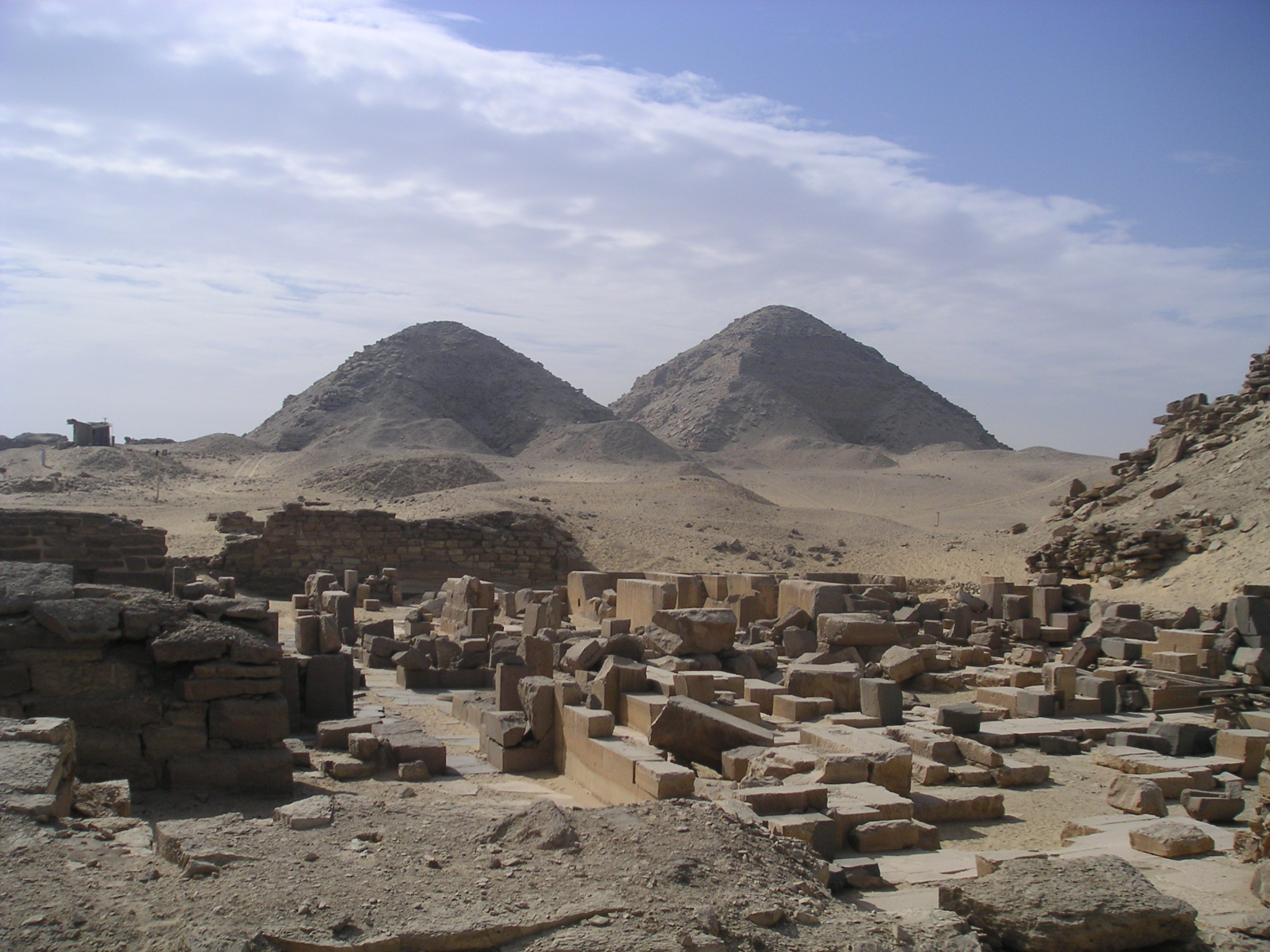
Vue depuis le temple funéraire de Sahourê des pyramides de Niouserrê et Néferirkarê
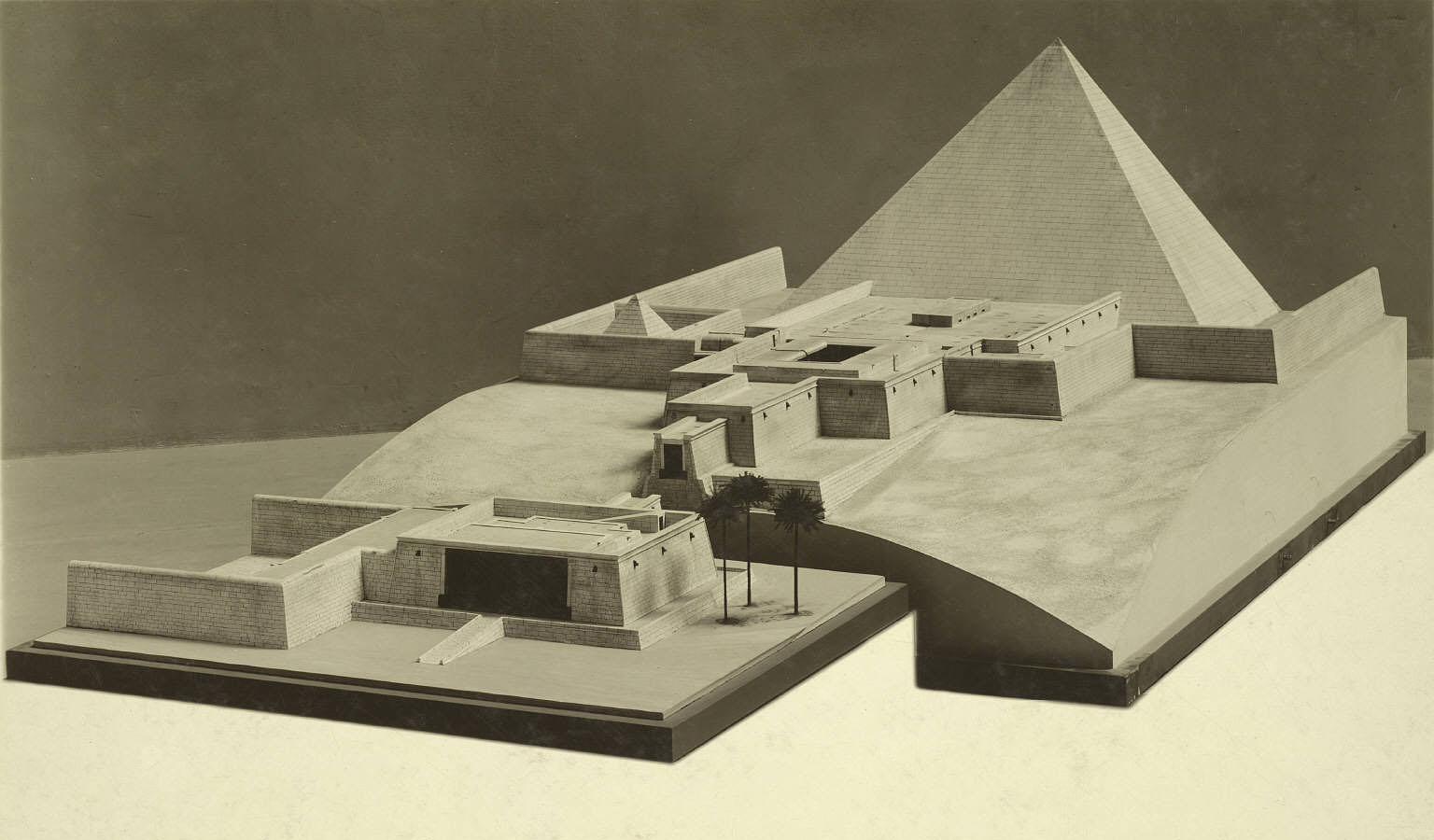
Maquette restituant les principales parties du complexe pyramidal de Sahourê - Metropolitan Museum of Art - New York